# Boston Professional Hockey Association
Boston Professional Hockey Association, Inc. (BPHA) är ett amerikanskt privat bolag som äger och driver ishockeyorganisationen Boston Bruins (NHL) sedan 1924 när Bruins bildades. 1975 förvärvade den nuvarande styrelseordföranden Jeremy Jacobs, Sr. bolaget via sitt globala tjänsteföretag Delaware North Companies.